# Cascade (Seychelles)
Pour les articles homonymes, voir Cascade.
Cascade est un district des Seychelles de l'île de Mahé.

## Géographie

### Démographie
Le district de Cascade couvre 10,4 km2 et compte 3 439 habitants (2002).